# 里湖
里湖（Lough Ree）是愛爾蘭的一座湖泊，位於愛爾蘭島的中心位置，羅斯康芒郡、朗福德郡以及韋斯特米斯郡三郡的交界處。面積105平方公里，是愛爾蘭島的第五大湖泊，愛爾蘭共和國境內的第三大湖。

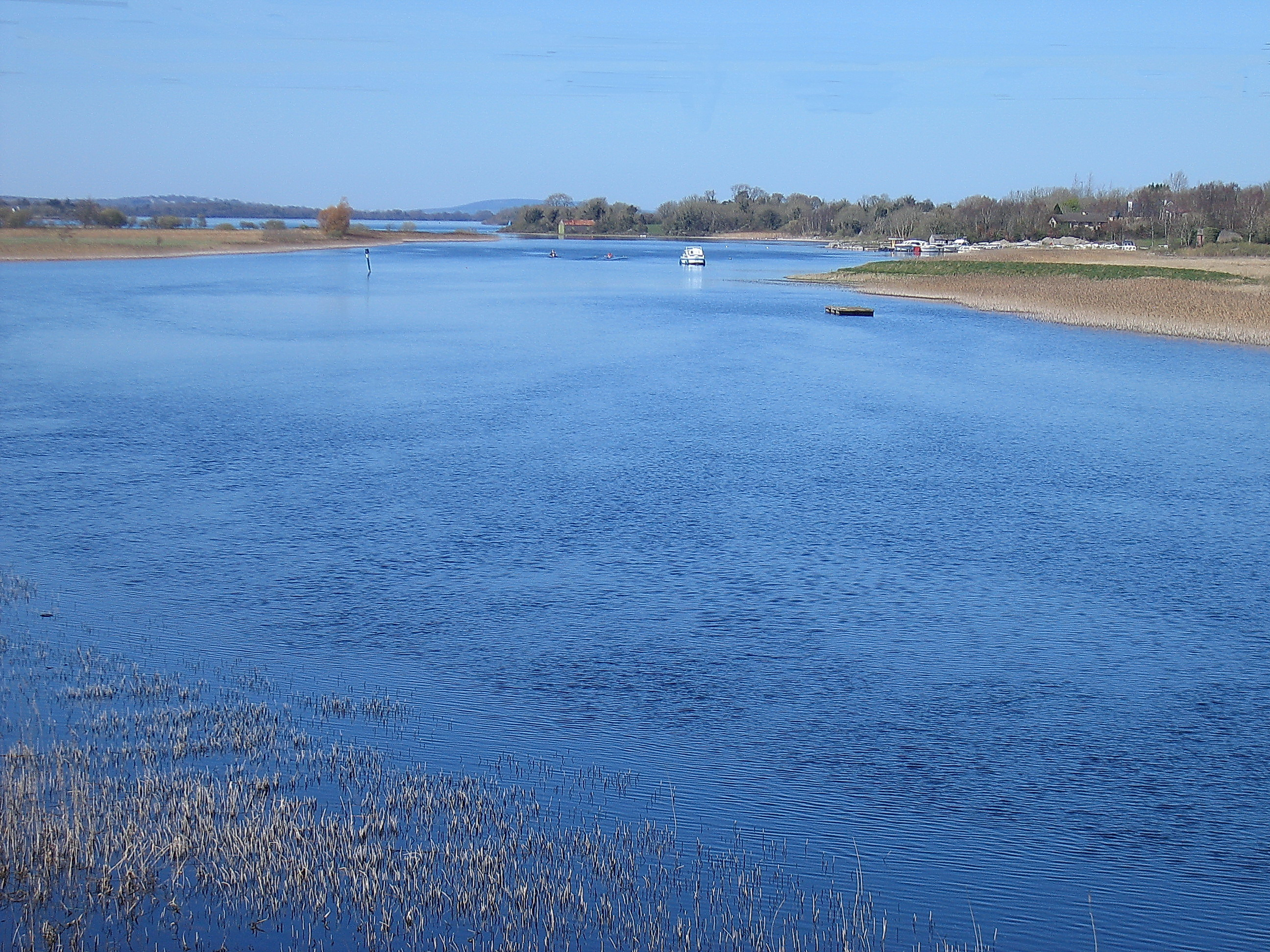
里湖

伊尼河，以及愛爾蘭最長的河流香農河，分別從東邊以及北邊注入里湖。城鎮阿斯隆即座落在里湖的南緣。在愛爾蘭神話中，女王梅芙的去世地點即位於里湖中的Inchcleraun島。